# Robert Sherard
Robert Harborough Sherard, född 3 december 1861, död 30 januari 1943, var en engelsk författare och journalist. Sherard var god vän till Oscar Wilde, vars biografi Sherard också skrev.

## Biografi
Robert Harborough Sherard föddes den 3 december 1861 i Putney, England. Fadern, Bennet Sherard Calcraft Kennedy, präst till yrket, var son till den sjätte greven av Harborough, född utanför äktenskapet. Modern var Jane Stanley Wordsworth, dotterdotter till den engelske romantiske diktaren William Wordsworth. Robert Sherard strök namnet Kennedy sedan han flyttat till Paris 1882.
1897 reste Robert Sherard till Kristiania (Oslo) där han intervjuade Henrik Ibsen i dennes bostad på Arbins gate. Intervjun vållade Ibsen en del problem sedan den hade publicerats i tidskrifterna New York Magazine och The Humanitarian. Bland tvingades Ibsen dementera att han hävdat att Kristiania var en stad där osedligheten fullkomligt tagit över. Sherard var en erkänd skribent och det är inte uteslutet att Ibsen uttryckt sig precis som Sherard gjorde gällande.
Robert Harborough Sherard gifte sig tre gånger: med Marthe Lipska 1887, Irene Osgood 1908 samt med Alice Muriel Fiddian 1928.

## Skrifter

### Biografier
- Emile Zola: A Biographical and Critical Study. London: Chatto & Windus, 1893.
- Alphonse Daudet: a biographical and critical study (1894)
- The Life of Oscar Wilde. London: T. Werner Laurie, 1906.
- The Real Oscar Wilde: To be used as a Supplement to, and in Illustration of "The Life of Oscar Wilde". London: T. Werner Laurie, 1917.
- The Life and Evil Fate of Guy de Maupassant (1926)
- Oscar Wilde Twice Defended from André Gide's Wicked Lies and Frank Harris's Cruel Libels; to Which Is Added a Reply to George Bernard Shaw, a Refutation of Dr G.J. Renier's Statements, a Letter to the Author from Lord Alfred Douglas and an Interview with Bernard Shaw by Hugh Kingsmill. Chicago: Argus Book Shop, 1934.
- Bernard Shaw, Frank Harris and Oscar Wilde. New York: Greystone Press, 1937.

### Romaner
- A Battered Honour (1883)
- After the Fault (1906)

### Lyrik
Whispers (1884)

### Sakprosa
- The White Slaves of England (l897)
- The Cry of the Poor (1901)
- The Closed Door (1902)
- The Child Slaves of Britain (1905)
- Modern Paris: Some Sidelights on Its Inner Life. London: T. Werner Laurie, 1912.

### Självbiografier
- Oscar Wilde: The Story of an Unhappy Friendship. London: [eget förlag], 1902. London: Greening & Co., 1905.
- Twenty Years in Paris: Being Some Recollections of a Literary Life. London: Hutchinson & Co., 1905.